# Ray Nitschke
Pro Football Hall of Fame 1978
(en) Statistiques sur pro-football-reference
Raymond « Ray » Ernest Nitschke, né le 29 décembre 1936 à Elmwood Park dans l'Illinois et mort le 8 mars 1998 à Venice en Floride, est un sportif professionnel américain de football américain ayant joué au poste de linebacker dans la National Football League (NFL) pendant quinze saisons pour la franchise des Packers de Green Bay.
Intronisé au Pro Football Hall of Fame en 1978, il était le pilier de la défense de l'entraîneur principal Vince Lombardi ayant permis aux Packers de remporter cinq finales de la NFL dont les deux premiers Super Bowls (I et II).

## Biographie
Nitschke intègre l'université de l'Illinois à Urbana-Champaign où il joue pendant quatre saisons pour le Fighting Illini dans la NCAA Division I FBS (1954-1957).
Il est ensuite sélectionné en 36e choix global lors du troisième tour de la draft 1958 de la NFL par la franchise des Packers de Green Bay. La saison 1958 est catastrophique pour les Packers et dès la suivante, Vince Lombardi reprend en main l'équipe. Titulaire à partir de la saison 1962, Nitschke remporte avec les Packers cinq titres de championnats de la NFL (saisons 1961, 1962, 1965) et les deux premiers Super Bowls de l'histoire (saisons 1966 et 1967).
Plaqueur dur, il est aussi doué pour intercepter les passes adverses. Au cours de sa carrière il obtient une sélection pour le Pro Bowl (saison 1964) et trois dans la première équipe All-Pro (saisons 1964, 1965 et 1966),,.
Il fait partie de la sélection de l'équipe NFL de la décennie 1960, de l'équipe du 75e anniversaire de la NFL et est intronisé au Pro Football Hall of Fame en 1978. Son no 66 a été retiré par la franchise des Packers.
Il est mort d'une attaque cardiaque le 8 mars 1998 à Venice  en Floride.

Le no 66 de Nitschke a été retiré par les Packers.